# تيموفي سكرابين
تيموفي سكرابين (بالرومانية: Timofei Scriabin)‏ (مواليد 14 نوفمبر 1967) هو ملاكم من الاتحاد السوفيتي، مثّل بلاده في الألعاب الأولمبية الصيفية 1988.

## روابط خارجية
تيموفي سكرابين على موقع بوكس ريك (الإنجليزية) (registration required)
- تيموفي سكرابين على موقع أوليمبيديا (الإنجليزية)